# Heráclides de Tarento

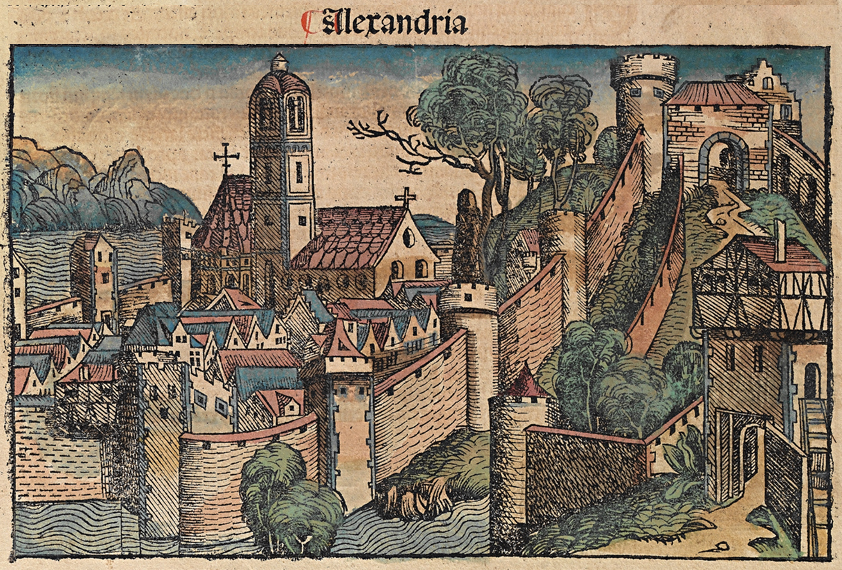
Alejandría es la ciudad donde se fundó la escuela empirista premédica. A esta escuela pertenecía Heráclides de Tarento.

Heráclides de Tarento, (siglo III-II a. C.) fue un médico de la antigua Grecia de la escuela empírica que escribió comentarios sobre los trabajos de Hipócrates.
Procedía de Tarento, era un pupilo de Mantias, y probablemente vivió durante el siglo II o siglo II a. C., algo más tarde que Apolonio Empirico y Glaucias. Era seguidor de la Escuela Empírica, y escribió algunos libros sobre Materia medica, que fueron referencias frecuentemente por Galeno, pero de los que solo han perdurado unos pocos fragmentos. También fue una de las primeras personas que escribió comentrarios sobre los tratados hipocráticos. Es a menudo referenciado por Celio Aureliano y otros autores antiguos.